# Sauvagesia ramosissima
Sauvagesia ramosissima là một loài thực vật có hoa trong họ Ochnaceae. Loài này được Spruce ex Eichler miêu tả khoa học đầu tiên năm 1871.